# Niwka (gmina)
Niwka – dawna gmina wiejska istniejąca w latach 1915–1953 w Kieleckiem i Katowickiem. Siedzibą gminy była Niwka (obecnie dzielnica Sosnowca).

## Okupacja austriacka
Podczas I wojny światowej gmina Zagórze, należąca od 1867 do powiatu będzińskiego pod zaborem rosyjskim, została przedzieloną granicą państw okupacyjnych. Jej wschodnia, zasadnicza część z Zagórzem znalazła się pod okupacją austriacką, gdzie weszła w skład nowo utworzonego powiatu dąbrowskiego, zachowując nazwę Zagórze. Natomiast zachodnia część gminy Zagórze znalazła się pod okupacją niemiecką, gdzie weszła w skład reformowanego powiatu będzińskiego.
Niwka znalazła się po wschodniej, austriackiej stronie linii granicznej, gdzie początkowo pozostała w gminie Zagórze. W marcu 1915 poinformowano, że organizacja przeciętej granicą gminy Zagórze nie została jeszcze w pełni przeprowadzona, lecz począwszy od kwietnia 1915 w Dzienniku Urzędowym Obwodu Dąbrowskiego figuruje podział na trzy gminy wiejskie: Dańdówka, Niwka i Zagórze, a od maja 1915: Dańdówka, Niwka i Klimontów (ta ostatnia w miejsce zniesionej gminy Zagórze). 1 maja 1915 dla gmin Dąbrowa, Dańdówka, Niwka i Klimontów utworzono w Dąbrowie wspólny sąd gminny. Począwszy do czerwca 1915 na omawianym obszarze pojawiają się cztery gminy: Dańdówka, Niwka, Klimontów i Zagórze (wydzielono więc ponownie gminę Zagórze z gminy Klimontow).
W Dzienniku Urzędowym z 15 sierpnia 1915 ogłoszono, że z miejscowości Niwka wyłączono szyb "Modrzejów", przekazując go Zarządowi Niemieckiemu (gminie Modrzejów), natomiast do gminy Niwka włączono obszar zniesionej gmina Dańdówka wraz z szybem "Jerzy" kopalni Niwka. Jedynie zachodnia część Dańdówki, obejmująca rurkownię i cegielnię Hrabia Renard oraz fabrykę lin drucianych A. Deichsel, znalazła się pod okupacją niemiecką, gdzie została uprzednio (31 lipca 1915) włączona do Sosnowca. Po przyłączeniu gminy Dańdówka, gmina Niwka obejmowała cztery miejscowości Bobrek, Bór, Dańdówka i Niwka.

## II Rzeczpospolita
W okresie międzywojennym gmina Niwka należała do powiatu będzińskiego w woj. kieleckim.
W 1933 roku zarząd gminy Niwka wystąpił z projektem połączenia gminy Niwka z Modrzejowem (od 1915 w obrębie Sosnowca) w jedną gminę miejską uzasadniając to wspólnymi interesami publicznymi, lecz projekt ten nie został zrealizowany.

## PRL
Po wojnie gmina przez bardzo krótki czas zachowała przynależność administracyjną, lecz już 18 sierpnia 1945 roku została wraz z całym powiatem będzińskim przyłączona do woj. śląskiego (od 6 lipca 1950 roku pod nazwą woj. katowickie, a od 9 marca 1953 jako woj. stalinogrodzkie).
Zarówno według stanu z 1 stycznia 1946 roku jak i stanu z 1 lipca 1952 roku gmina Niwka składała się z 4 gromad: Bobrek, Bór, Dańdówka i Niwka.
12 września 1953 roku gmina została zlikwidowana, a jej obszar włączony do Sosnowca.